# Guddadaneralakere, Hosadurga
Guddadaneralakere là một làng thuộc tehsil Hosadurga, huyện Chitradurga, bang Karnataka, Ấn Độ.